# Тимки (хутір)
Ти́мки, або ху́тір Ти́мки — історична назва місцевості в селі Стара Басань Ніжинського району Чернігівської області, колишнє село.

## Сучасність
Станом на 2023 відноситься до Старобасанського старостинського округу Бобровицької міської територіальної громади.
У Тимках розташований Будинок із мезоніном 19 століття на території колишньої садиби Кринських, залишки зооботанічного комплексу «Басань», крохмального заводу. Селом протікає річечка Басанка.
Єдина хутірська вулиця називається «Мисливська» (до 2016 — «Червоноармійська»). Частина вулиці асфальтована.

## Географія й історія

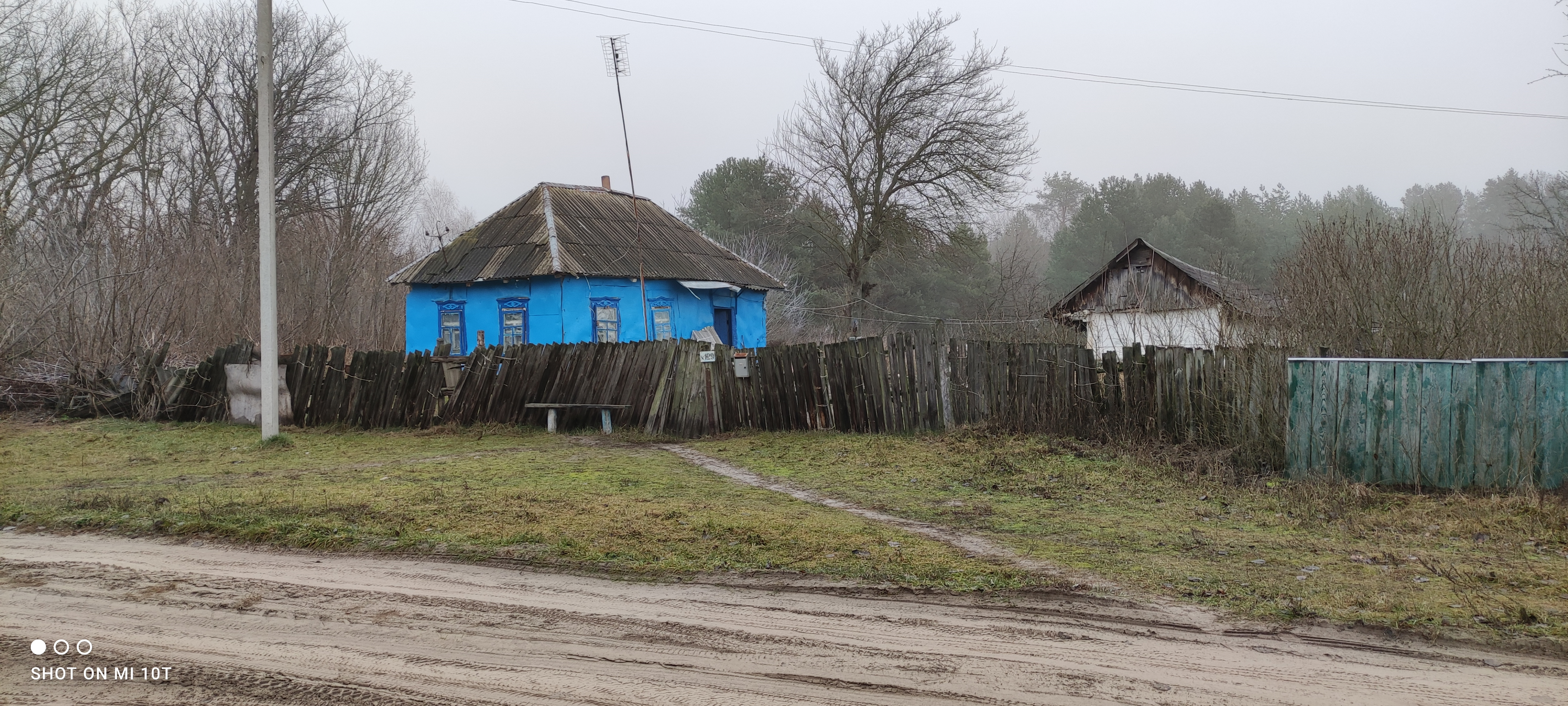
Тимки, вулиця Мисливська 129, січень 2021

За найпоширенішою версією хутір названо на честь поміщика Тимковського, який жив у Старій Басані. Також варто згадати, що в сусідній Ярославці на початку 18 ст. жив Леско Тумко, що мав чималі маєтності. Старшим сином його був Стефан Тумченко. На початку 1716 року вдова Леська Тумка Мария Пикулиновна Тумчиха (сестра Андрія Харченка) продала за 100 золотих третю частину млина с клѣткою на монастирській греблі Києво-Видубицькому монастирю. Влітку цього ж року вдова подарувала Тумков гай на березі над річкою нижче Шаповалового млина священику Ярославки ієрею Олексію за поминання небіжчика. Священик за певні гроші віддав гай цьому ж монастирю. Можливо, родина Тумків мала стосунок до хутору.
В Описі Київського намісництва 1781 року на хуторі Томкахъ полковници Забѣлиной були 2 хати посполитих. У Книзі Київського намісництва 1787 року згадано хутір Томковской тієї ж власниці, в якому мешкало 10 дорослих чоловіків. Цією полковницею була Федосія Костянтинівна Забіла, що отримала у спадок від другого чоловіка, полковника Захарія Забіли в кілька сіл і хуторів (зокрема, Томковщину) і 1776 року жила в Озерянах. 1786 року в неї на хуторі жили 18 людей обох статей. На мапі Російської імперії (1801—1804) вказано Томки.
1859 року населення хутора становило 221 на 23 двори. Тимки (Тымки) — «власницький» хутір при річці Басанці, з винокурнею.
1877 року у Преображенській церкві Старої Басані було 69 прихожан-чоловіків із д. Тишки у 3 верстах від села.
1881 року Чернігівське земство провело подвірний опис повіту, підсумком якого стала книга майже на 400 сторінок із детальними таблицями та описами. Під дворами малися на увазі самостійні господарства, навіть якщо формально вони перебували в одному дворі з іншими родинами. Згідно з описом у Тимках був 171 житель на 33 двори (86 чоловіків та 85 жінок), серед них грамотних (разом із учнями школи) — 20 чоловіків та 1 жінка. Нижче наведено частину зібраної інформації.
| Населення     | Дворів | Жителів | Роб. віку | Грам. ч. | Грам. ж. |
| Козаки        | 3      | 15      | 9         | 1        | —        |
| Поміщ. селяни | 29     | 150     | 75        | 16       | —        |
| Привілейовані | 1      | 6       | 1         | 3        | 1        |
| РАЗОМ         | 33     | 171     | 85        | 20       | 1        |

Під поміщицькими селянами мались на увазі колишні поміщицькі селяни. Привілейованими верствами вважали духівництво, дворян, купців тощо.
| Господарство  | Волів, биків | Корів | Молодої ВРХ | Коней робочих | Коней молодих | Овець | Свиней | Клунь | Млинів | Дворів з пасіками |
| Козаки        | —            | 1     | 1           | 3             | —             | —     | 2      | 1     | —      | —                 |
| Поміщ. селяни | 2            | 28    | 21          | 35            | 3             | 15    | 47     | 28    | 1      | 2                 |
| Привілейовані | 18           | 24    | 53          | 47            | 26            | —     | 8      | 3     | 1      | —                 |
| РАЗОМ         | 20           | 43    | 75          | 85            | 29            | 15    | 57     | 32    | 2      | 2                 |

| Земля, десятин | УСЯ  | Садиб. | Орна | Сіно- коси | Ліс | Інша | Не- зручна | Узято дворами | Узято дес. | Віддано двор. | Віддано дес. | Беззем. дворів | Малозем. до 0,5 дес. |
| Козаки         | 7    | 3      | 1    | —          |     |      |            | 1             | 5          | —             | —            | —              | 1                    |
| Поміщ. селяни  | 124  | 24     | 84   | 7          |     |      |            | 4             | 5          | 7             | 12           | 3              | 1                    |
| Привілейовані  | 1650 | 18     | 755  | 160        |     |      |            | —             | —          | 1             | 455          | —              | —                    |
| РАЗОМ          | 1781 | 45     | 840  | 167        | ?   | ?    | ?          | 5             | 10         | 8             | 467          | 3              | 2                    |
| МЕЖУВАННЯ      | 975  | 41     | 75   | 181        | 613 | 46   | 19         |               |            |               |              |                |                      |

Один двір колишніх поміщицьких селян мав 33 десятини землі. Дані подвірного перепису не збігаються з даними проведеного раніше межування через похибку усного опитування селян та зміну цільового використання землі між двома дослідженнями. Число володінь — 8, число ділянок — 8. Під водоймами та болотами було зайнято 15 десятин.
За традицією межування всю землю навколо хутора умовно виділили в окрему «дачу». Станом на 1881 рік описано її землі. Уся дача, окрім кількох десятків десятин, належала одному господарю, й більша її частина була під лісом. Орна земля була піщаною, й її було небагато (з-під нещодавно вирубаного лісу). Біля поселення й під садибами був сипучий пісок. Середній урожай жита — 24 пуди з десятини (у Бобровиці — 83), вівса — 23. Суходільних та болотних сінокосів було більше за потреби жителів, тому лишок ішов на продаж: болотні сінокоси здавалися під ⅔ від викошеної трави, отава — під ½. Сіном не торгували. Із десятини суходільного сінокосу брали по 40 пудів трави, з болотного — 50.
У 1919—1924 роках Чернігівське губернське статистичне бюро склало список населених пунктів губернії. Згідно з цим списком у 1923 році на хуторі було 63 господарства, у яких мешкало 314 осіб. Хутір підпорядковувався Мочалищенській сільраді. До сільради вела ґрунтова дорога протяжністю 8 верст, до районного центру Бобровиця, що тоді підпорядковувався Ніжинській окрузі, вела ґрунтова дорога протяжністю 14 верст. На хуторі була школа. Торгові пункти, промислові заклади, телефонні установки та поштово-телеграфні заклади — відсутні. Найближча залізнична станція — Заворичі (10 верст).
За даними перепису 1926 року на хуторі наявне населення налічувало 324 особи на 67 дворів. Хутір належав до Мочалищенської сільради й був за 6 верст від Мочалища.

## Винокурня
З 1859 року в джерелах згадується розташована на березі річки Басанки винокурня, яка проіснувала на хуторі до початку XX століття. Володів нею керівник Козелецького повітового дворянства, губернський гласний від Козелецького повіту Болеслав Іванович Кринський. У 1904—1905 роках тут було виготовлено найбільше продукції серед усіх 6 винокурень у повіті.
У радянський час на місці винокурні був крохмальний завод. Досі на лівому березі річки Басанки на його місці збереглися залишки бетонних споруд.

## Садиба Кринських

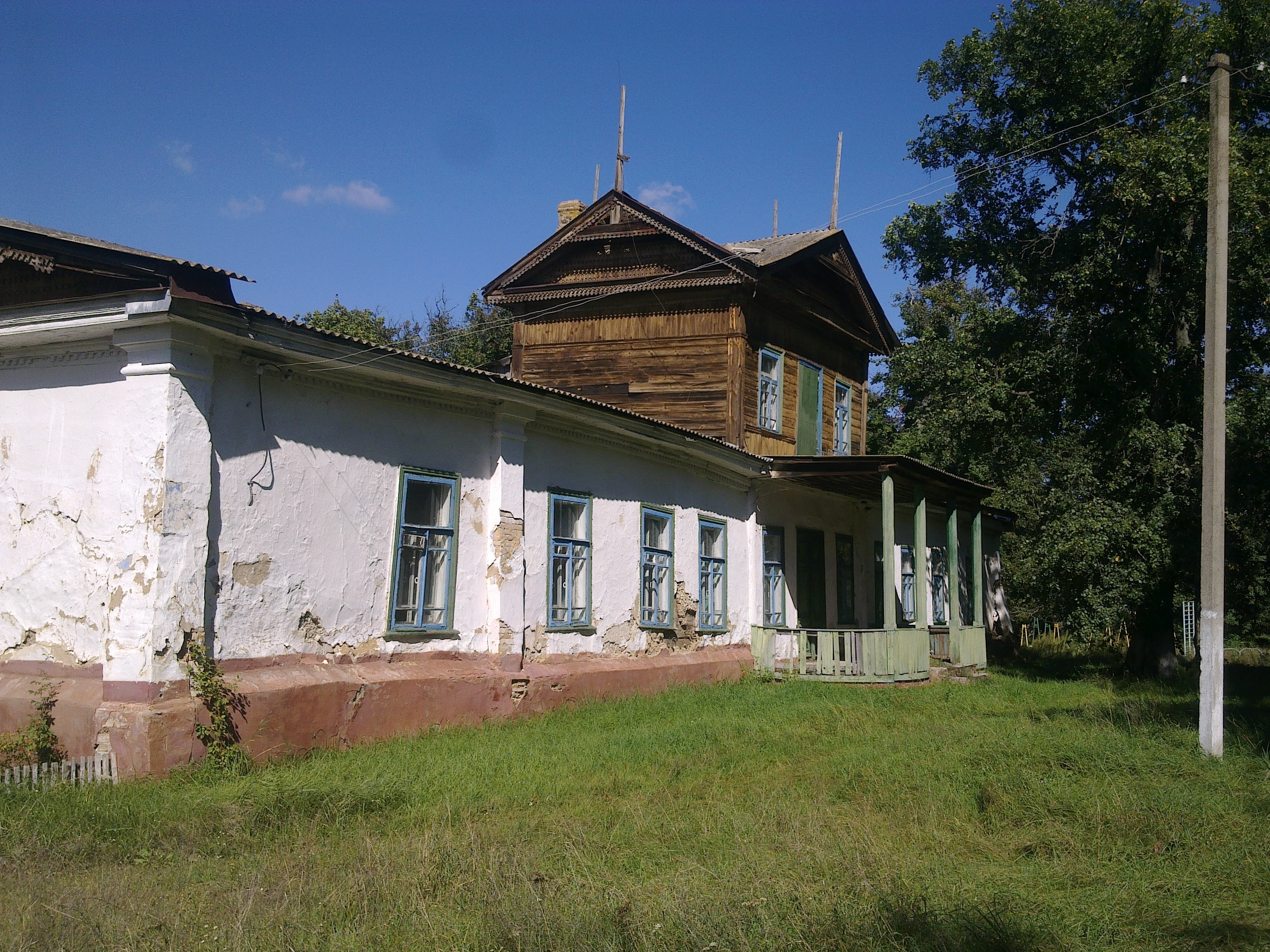
Будинок із мезоніном у Тимках

На хуторі збереглася садиба XIX століття, яка належала Адель Данилівні Кринській (уродженій Гзовській) — рідній сестрі Клотільди Данилівни Лєскової — другої дружини київського лікаря Олексія Лєскова. В Тимках кілька разів бував його брат — письменник Микола Лєсков.
| В зиму 1881–1882 годов приехали в столицу несколько киевских свояков. … В числе их была родная сестра Клотильды Даниловны Лесковой — Адель Даниловна Кринская, владелица богатых Тимок, где я прогостил не одно лето, и будущий ее муж и сосед по имению Дмитрий Михайлович Пашковский. Все, как на подбор, милые мягкие люди и занимательные собеседники, а Адель Даниловна — — прямой самородок, талантливейшая актриса, великолепная рассказчица и неподражаемый имитатор. …всегда находчивая, светски выдрессированная и смелая Адель Даниловна… |

Частиною садиби є будинок із мезоніном — один із небагатьох, що залишився без змін зовні і всередині, зразок садибного будівництва XIX століття в Україні. На території цієї садиби до 2007 року функціонувала школа-інтернат для дітей з розумовими відхиленнями. У 2017 вандали зруйнували усі старовинні печі з кахлів.

## Російсько-українська війна (з 2014)
В останніх числах лютого 2022 з боку Нової Басані, Пісок, Старої Басані на Хутір Тимки неочікувано увійшла колона військ Росії. На той час на хуторі перебувало багато сімей киян із дітьми, які приїхали, щоб  врятуватися від окупації.
Росіяни пограбували усі сільські магазини в Старій Басані, спалили десятки хат, закатували цивільного мешканця хутора — Олександра Вікторовича Лисака (народився 9 січня 1970 — помер 1 квітня 2022).
На хутірському кладовищі похований Олександр Запорожець (1976—2022), уродженець Старої Басані, військовик, старший лейтенант, орденоносець, загинув на російсько-українській війні.

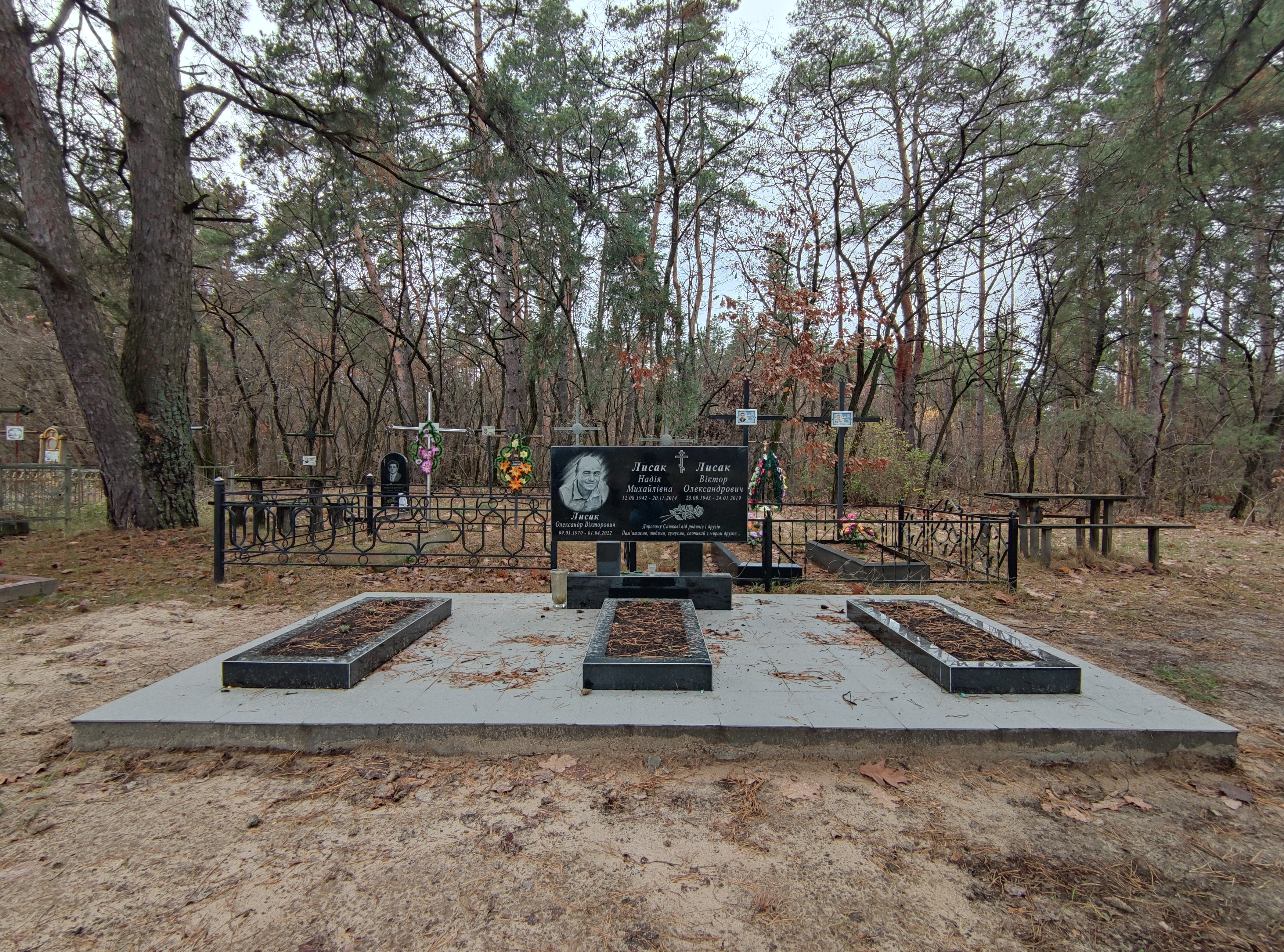
Могила цивільного мешканця Тимок Олександра Лисака, закатованого росіянами під час окупації.
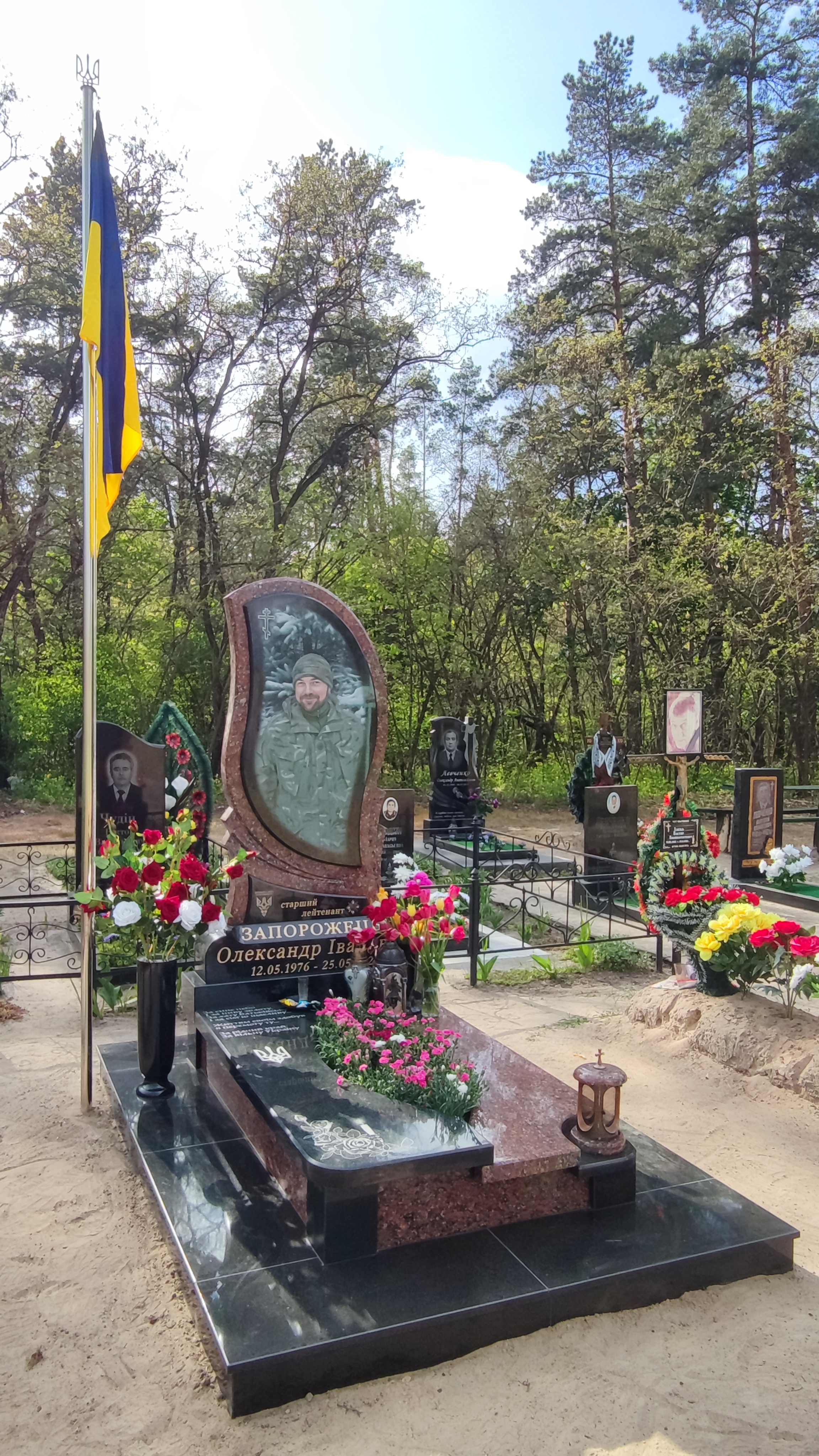
Могила Олександра Запорожця, загиблого на війні.

## Предтечів Скит

Скит у Тимках.

Предтечів (також Предтеченський) скит був заснований у Тимках у 2015 році з ініціативи ієромонаха Наума з благословення митрополита Ніжинського Іринея. 
Станом на грудень 2023 в оселі проживають чотири ченці, богослужіння звершуються в закритому режимі. У неділю і в святкові дні монастир відкриває двері для прочан. 

Святині оселі: частинка Животворного Хреста Господнього; частинка Істинного Гробу Господнього; частинки мощів святих Кіпріяна і Юстини; частинка мощей преподобного Кукші Одеського.

## Тимки в літературі
Хутір Тимки згадується в книзі «Життя Миколи Лєскова за його особистими сімейними і несімейними записами і пам'ятями», написаній сином письменника Миколи Лєскова генерал-лейтенантом Андрієм Лєсковим.

## Видатні люди
В Тимках народилися: 
- Ігор Кот (нар. 1959) — український і російський художник;
- Тетяна Череп-Пероганич (нар. 1974) — українська поетеса, прозаїк і журналіст.

В Тимках поховані:
- Олександр Запорожець (1976—2022) — український військовик, старший лейтенант, орденоносець, загинув на російсько-українській війні.

## Галерея

Хрест із зображенням ікони Спас Нерукотворний біля входу на кладовище. Архітектор і художник — уродженець Тимок, Ігор Кот
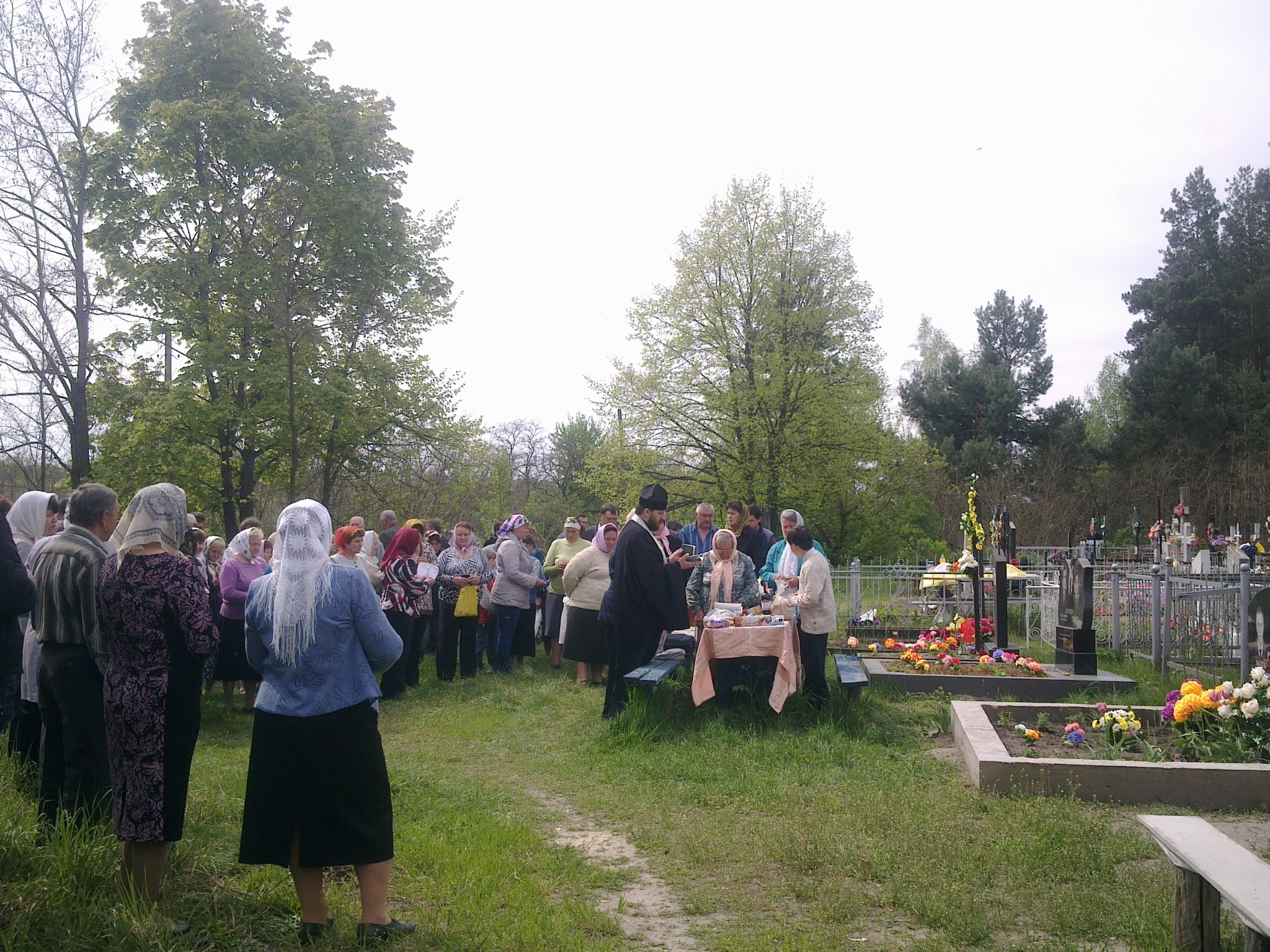
Проводи, 2014
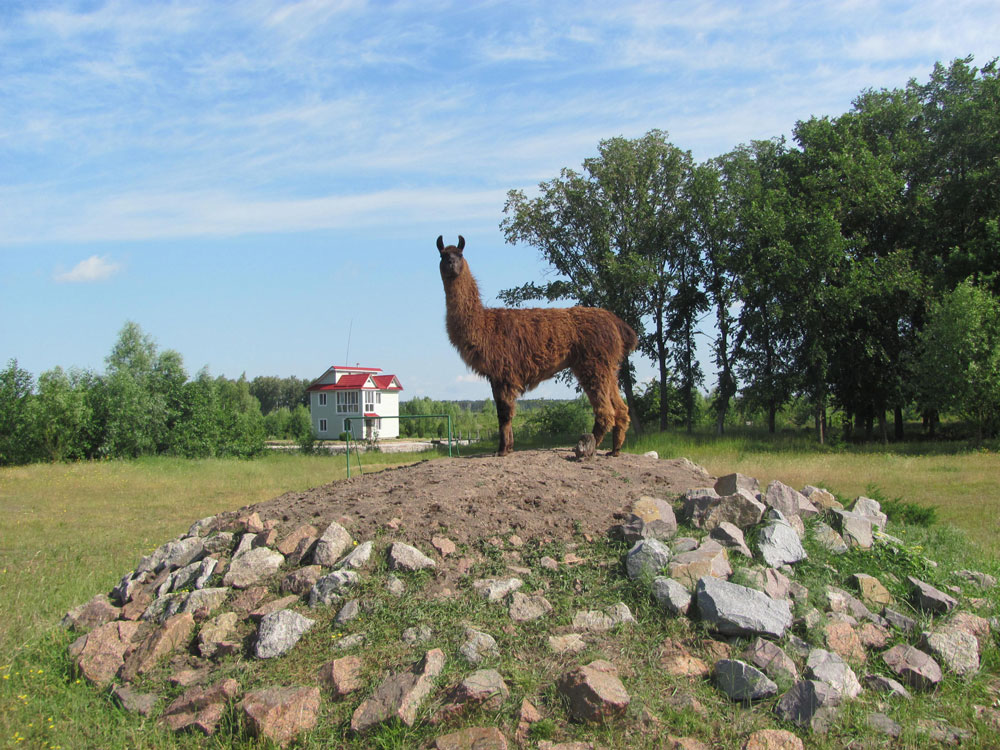
Зооботанічний комплекс «Басань»
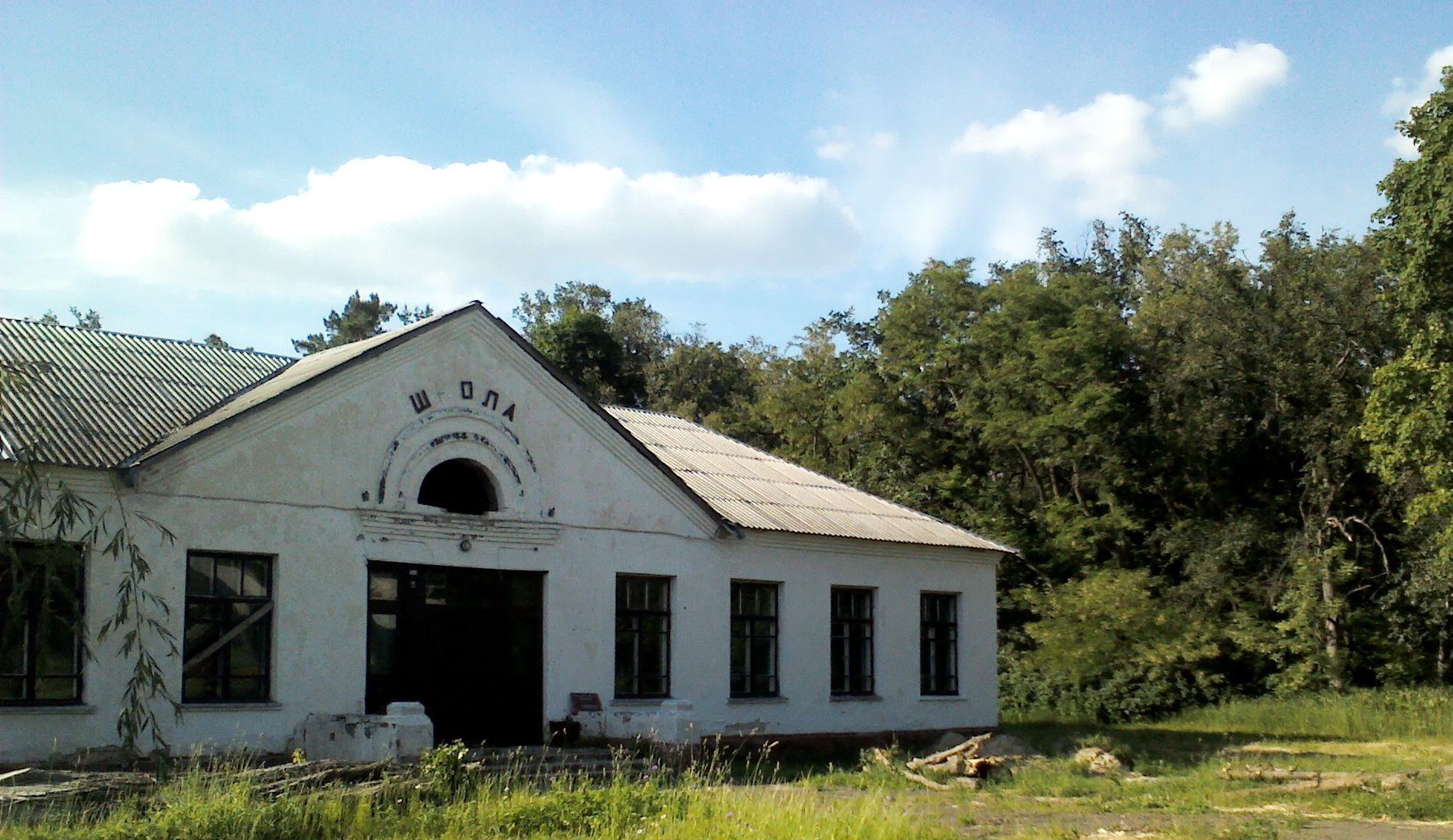
Садиба Кринських. Колишній навчальний корпус школи-інтернату для дітей з вадами розумового розвитку
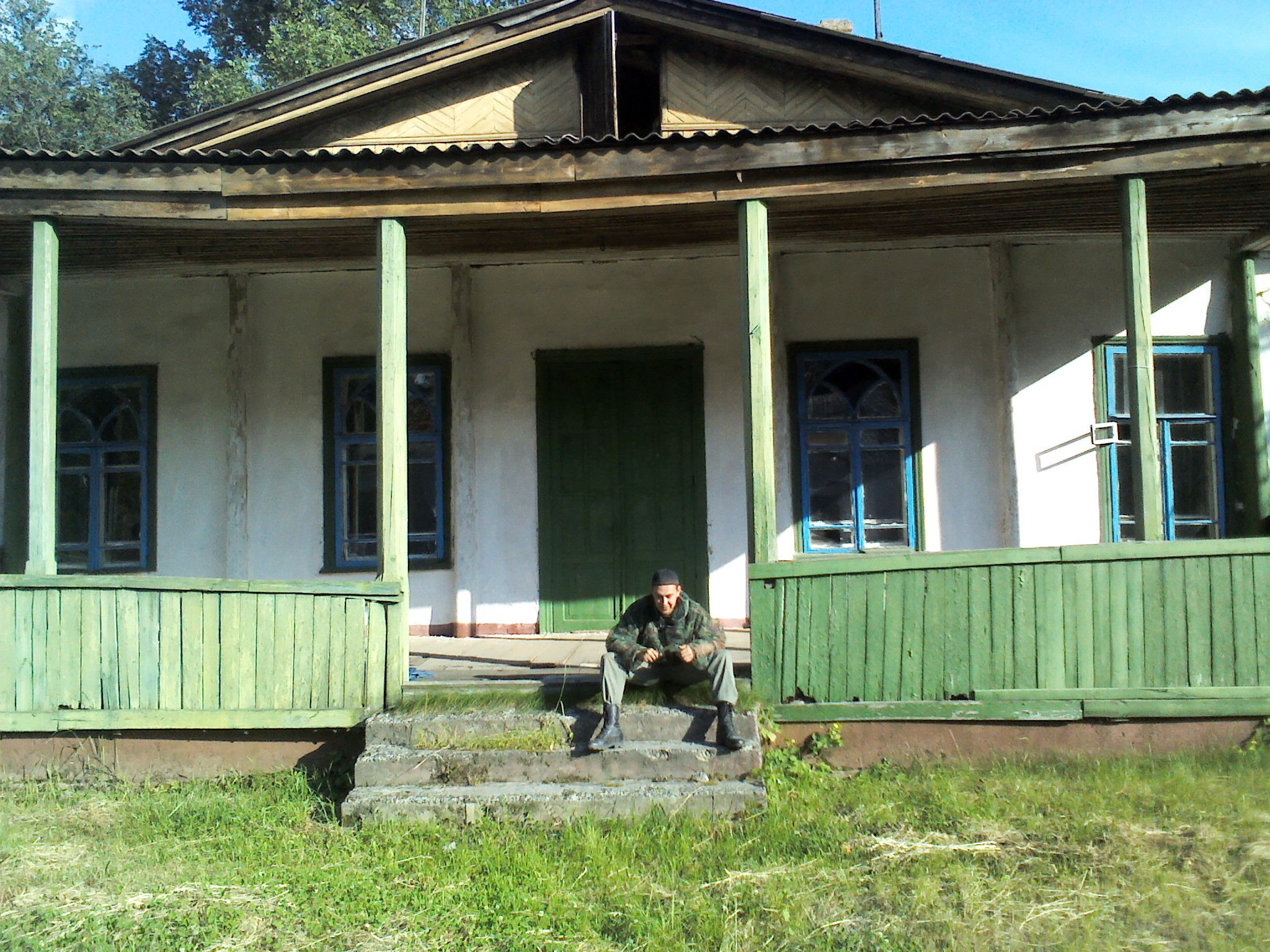
Садиба Кринських. Будинокз з мезоніном. Колишній спальний корпус школи-інтернату для дітей з вадами розумового розвитку
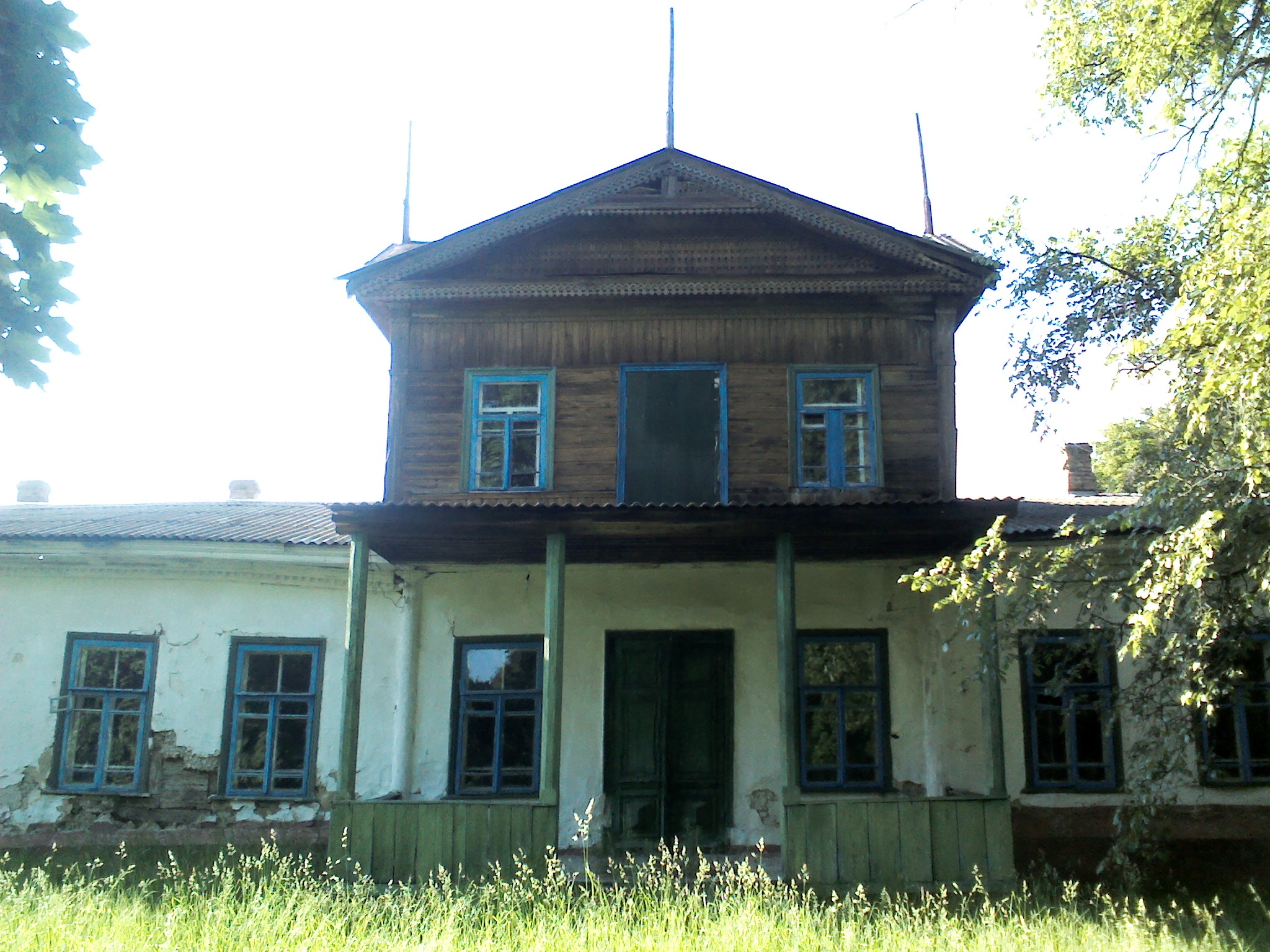
Мезонін
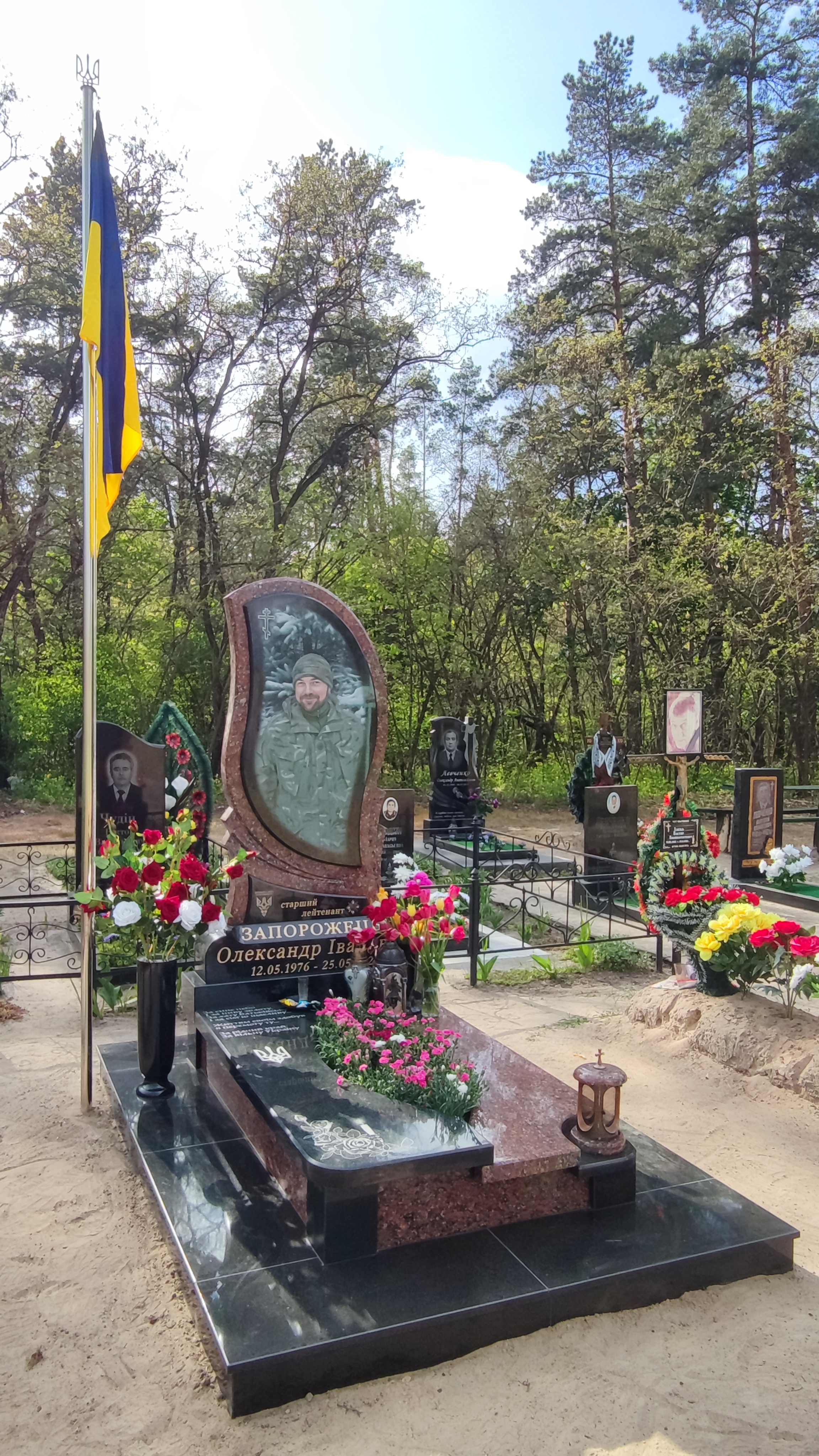
Могила Олександра Запорожця, 2023

## Виноски
1. ↑  Мицик Ю., Тарасенко І. З джерел до історії Свято-Михайлівського Видубицького монастиря початку XVIII ст. // Труди Київської Духовної Академії: богословсько-історичний збірник Київської православної богословської академії Української Православної Церкви Київського Патріархату. — 2014. — N 14. — С. 207. (html-версія [Архівовано 2016-12-23 у Wayback Machine.])
2. ↑  о. Юрій Мицик, Інна Тарасенко. З нових документів до історії Сіверщини (друга половина XVII — XVIII ст.) // Сіверянський літопис, 2016, № 2 (128), с. 70.
3. ↑  В. І. Новгородцов. Описи Київського намісництва 70-80 років XVIII століття — Київ, 1989. — с. 96, 274.
4. ↑  Модзалевскій В. Малороссійскій Родословникъ. — Т. 2. — К., 1910. — С. 85.
 (html)
5. ↑  Подробная карта Российской Империи и близлежащих заграничных владений. Столистовая карта.
6. 1 2  Списки населённых мест Российской Империи. XLVIII. Черниговская губерния, 1866, с. 66.
7. ↑  Черниговскія Епархіальныя извѣстія. Отдѣлъ оффиціальный. № 18 (15 сентября 1877 г.), с. 622.
8. ↑  Матеріалы для оцѣнки земельных угодій, собранные Черниговскимъ статистическимъ отделеніемъ при  губернской земской управѣ. Томъ V. Козелецкій уѣздъ. — Черниговъ: Земская и Губернская типографіи, 1882. — Подворная опись. — С. 78-81.
9. ↑  Матеріалы для оцѣнки земельных угодій, собранные Черниговскимъ статистическимъ отделеніемъ при  губернской земской управѣ. Томъ V. Козелецкій уѣздъ. — Черниговъ: Земская и Губернская типографіи, 1882. — С. 14.
10. ↑  Матеріалы для оцѣнки земельных угодій, собранные Черниговскимъ статистическимъ отделеніемъ при  губернской земской управѣ. Томъ V. Козелецкій уѣздъ. — Черниговъ: Земская и Губернская типографіи, 1882. — Приложенія. — С. 10-11.
11. ↑  Матеріалы для оцѣнки земельных угодій, собранные Черниговскимъ статистическимъ отделеніемъ при  губернской земской управѣ. Томъ V. Козелецкій уѣздъ. — Черниговъ: Земская и Губернская типографіи, 1882. — С. 27.
12. ↑  Матеріалы для оцѣнки земельных угодій, собранные Черниговскимъ статистическимъ отделеніемъ при  губернской земской управѣ. Томъ V. Козелецкій уѣздъ. — Черниговъ: Земская и Губернская типографіи, 1882. — С. 43.
13. ↑  Матеріалы для оцѣнки земельных угодій, собранные Черниговскимъ статистическимъ отделеніемъ при  губернской земской управѣ. Томъ V. Козелецкій уѣздъ. — Черниговъ: Земская и Губернская типографіи, 1882. — Приложенія. — С. 31.
14. ↑  Матеріалы для оцѣнки земельных угодій, собранные Черниговскимъ статистическимъ отделеніемъ при  губернской земской управѣ. Томъ V. Козелецкій уѣздъ. — Черниговъ: Земская и Губернская типографіи, 1882. — С. 58.
15. ↑  Матеріалы для оцѣнки земельных угодій, собранные Черниговскимъ статистическимъ отделеніемъ при  губернской земской управѣ. Томъ V. Козелецкій уѣздъ. — Черниговъ: Земская и Губернская типографіи, 1882. — Приложенія. — С. 56.
16. ↑  Матеріалы для оцѣнки земельных угодій, собранные Черниговскимъ статистическимъ отделеніемъ при  губернской земской управѣ. Томъ V. Козелецкій уѣздъ. — Черниговъ: Земская и Губернская типографіи, 1882. — Приложенія. — С. 65.
17. ↑  Список населенных мест Черниговской губернии. 1924 год / Центральное статистическое управление; Черниговское губернское статистическое бюро. — Чернигов: Гостиполитография, 1924. — С. 38.
18. ↑  Список заселених оселищ Ніжинської округи. ‒ 1927. ‒ С. 5.
19. ↑  Русов О. Щоденники та спогади / Упорядкування, підготовка до друку, вступна стаття, коментарі О. Я. Рахна. — Чернігів: Десна Поліграф, 2011. — С. 88, 128. — ISBN 978-966-2646-33-7
20. ↑  Журналы Козелецкого уездного земского собрания. 1905 года. — C. 192.
21. 1 2  Лесков А. H. Жизнь Николая Лескова: По его личным, семейным и несемейным записям и памятям. В 2-х т. Т. 2. Ч. V—VII / Подгот. текста и коммент. В. Туниманова и Н. Сухачева. — Москва: Художественная литература, 1984. — С. 100—101. (рос.)
22. ↑  «Сіверські скрижалі»... — С. 115.
23. ↑  Дмитро Джулай (29 квітня 2022). «Їх виводили по одному і розстрілювали»: масові убивства під час російської окупації на Чернігівщині. Радіо Свобода. Процитовано 6 листопада 2023.
24. ↑  Олена Горбанова (5 листопада 2023). Всіх чоловіків забрали в полон: родина розповіла про окупацію. Вісник Ч.

## Джерело
- Тетяна Череп: Життя найцікавіша гра / Слово жінки. — № 1. — 2009.